# Aleyrodes singularis
Aleyrodes singularis là một loài côn trùng cánh nửa trong họ Aleyrodidae, phân họ Aleyrodinae.
Aleyrodes singularis được Danzig miêu tả khoa học đầu tiên năm 1966.